# Franz Zorn von Bulach

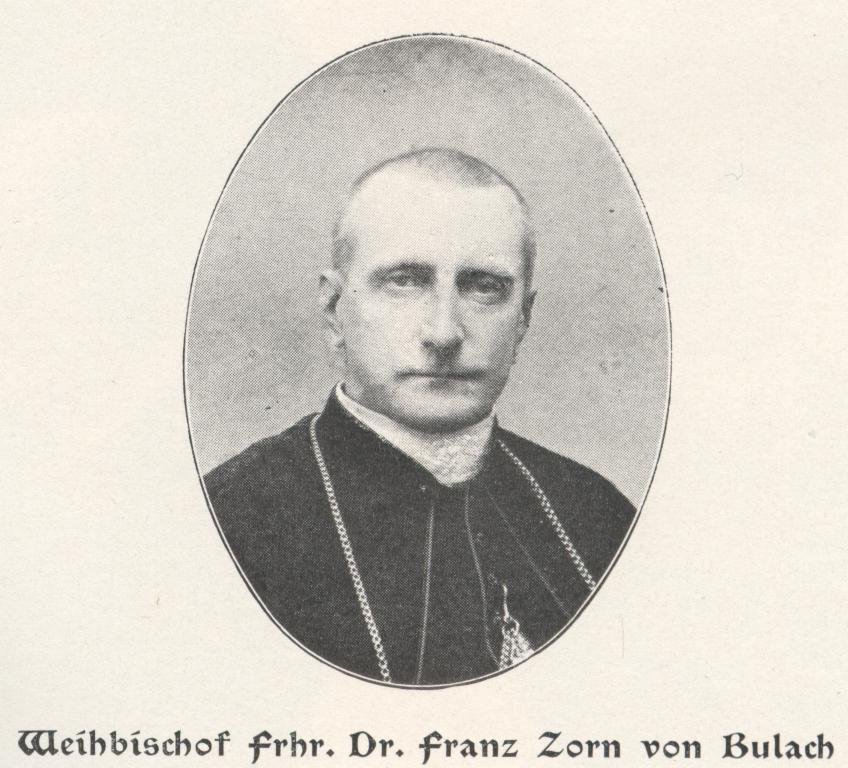
Franz Freiherr Zorn von Bulach

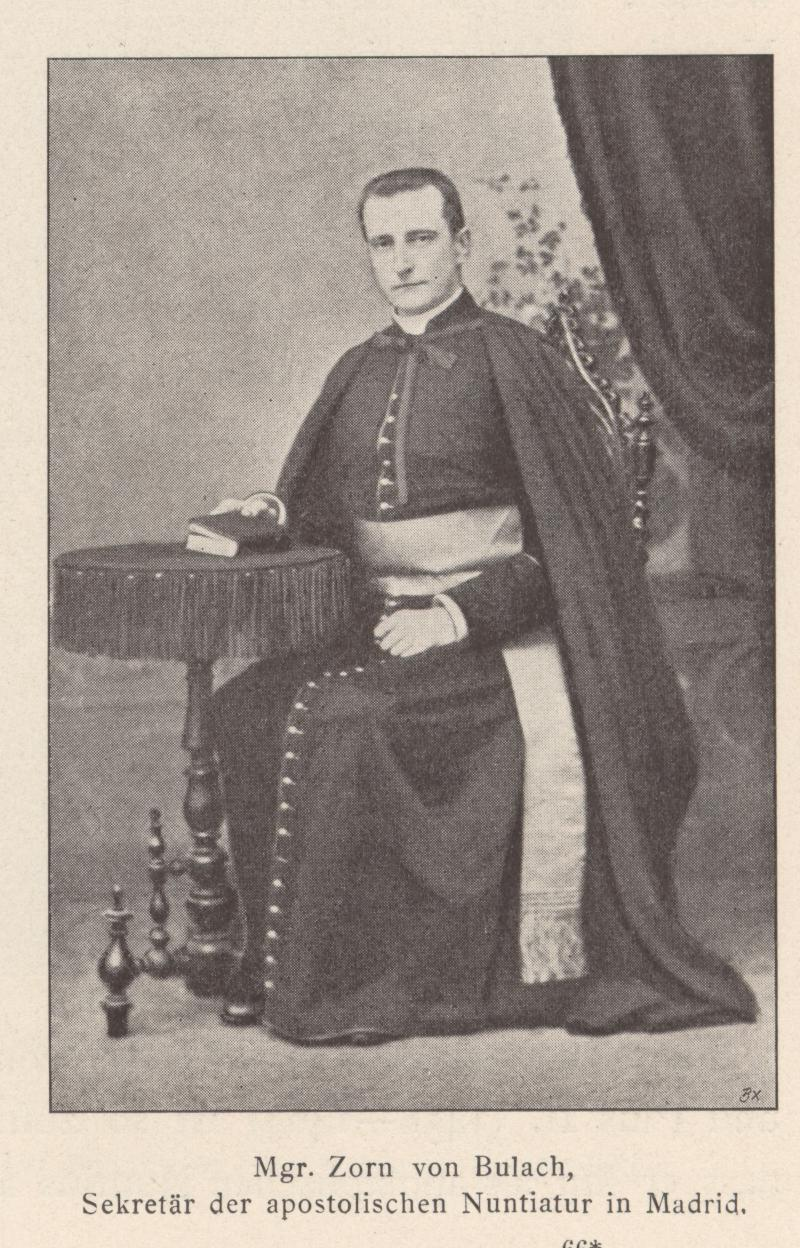
Franz Freiherr Zorn von Bulach, 1901–1919 Weihbischof in Straßburg

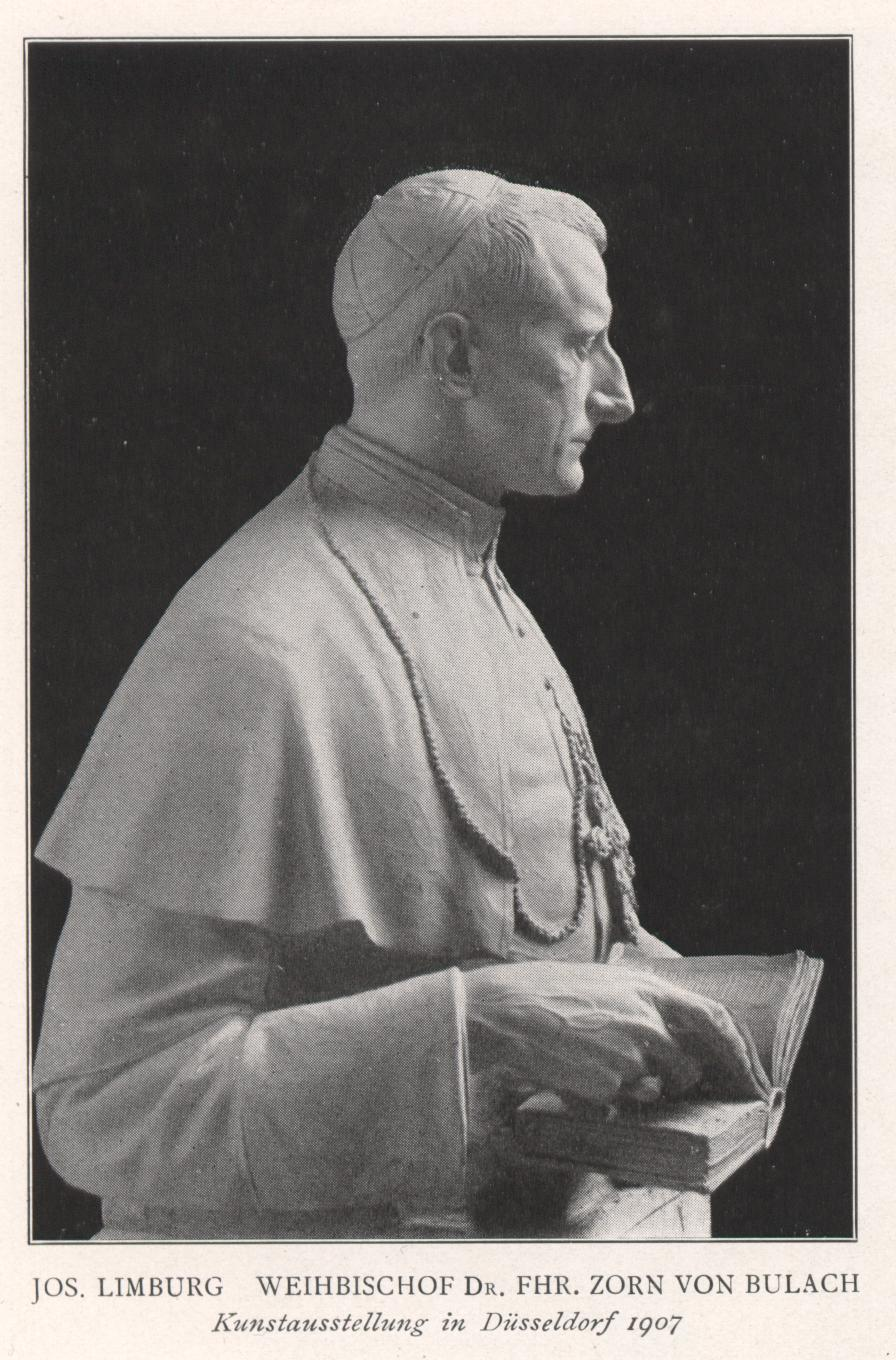
Bischof Franz Freiherr Zorn von Bulach, Skulptur von Josef Limburg, 1907

Freiherr Franz Zorn von Bulach (* 20. November 1858 in Straßburg; † 13. Januar 1925 ebenda) war katholischer Priester, Diplomat an der päpstlichen Nuntiatur Madrid, 1901–1919 Weihbischof in Straßburg und Titularbischof von Erythrae.

## Leben
Der einem alten elsässischen Adelsgeschlecht angehörende Zorn von Bulach war Sohn des Freiherrn Franz Zorn von Bulach (1828–1890), Kammerherr Napoleons III. und Deputierter des Départements (Bas-Rhin), sowie seiner Ehefrau Antoinette geb. Freiin von Reinbach-Hirtzbach.
Franz Zorn von Bulach studierte Rechtswissenschaften und war nach dem Referendariat für kurze Zeit im Auswärtigen Amt tätig. Am 10. August 1891 in Straßburg zum Priester geweiht, wurde er in den päpstlich-diplomatischen Dienst berufen und wirkte als Sekretär der apostolischen Nuntiatur in Madrid. In dieser Eigenschaft ist er 1900, in Band 1, Seite 527, des 3-bändigen Monumental-Werkes Die Katholische Kirche unserer Zeit und ihre Diener in Wort und Bild (Leo-Gesellschaft, Wien 1900) abgebildet.
1900 war Franz Zorn von Bulach der elsässische Wunschkandidat für den vakanten Metzer Bischofsstuhl. Kaiser Wilhelm II. setzte jedoch seinen Favoriten durch, den reichsdeutschen Benediktiner und preußischen Untertanen Willibrord Benzler.
Franz Zorn von Bulach wurde stattdessen am 24. Oktober 1901 zum Weihbischof seiner Heimatdiözese Straßburg und Titularbischof von Erythrae ernannt. Die Bischofsweihe erhielt er am 3. November 1901 in Rom von Francesco Kardinal Satolli (Hauptkonsekrator), sowie Kurienerzbischof Edmund Stonor und Rafael Kardinal Merry del Val y Zulueta (später berühmter Staatssekretär Pius X.) als Mitkonsekratoren. Von 1901 bis 1919 übte er das Amt des Weihbischofs in Straßburg aus, ab 1903 war er gleichzeitig Generalvikar des Bistums; darunter die prekäre Zeit des Ersten Weltkrieges, als die Diözese zum Kampfgebiet gehörte und zahllose fremde Soldaten dort weilten. Nach der Übernahme des Elsass durch Frankreich mussten 1919 die unter der vorherigen deutschen Regierung tätigen Bischöfe zurücktreten. Dies tat auch Franz Zorn von Bulach. Er starb 1925 als emeritierter Bischof.
Ein 15-seitiges Referat des hochwürdigsten Herrn Dr.Freiherrn Franz Zorn von Bulach, Weihbischofs von Strassburg, vorgetragen auf dem 21. Internationalen Eucharistischen Kongress in Montreal am 9. September 1910 ist seinerzeit in München als Broschüre erschienen. Er wurde vom Kaiser zum Mitglied der ersten Kammer des Landtags des Reichslandes Elsaß-Lothringen ernannt.
Sein Bruder Hugo Zorn von Bulach war Politiker und Abgeordneter des Deutschen Reichstages.